# Sixtine, roman de la vie cérébrale
Sixtine, roman de la vie cérébrale (ou juste Sixtine), publié en 1890, est le premier roman de Remy de Gourmont.

## Résumé
Dans cette œuvre, le lecteur suit le trajet intime et amoureux d'un jeune écrivain symboliste, Hubert d'Entragues, pris de passion pour la belle Sixtine Magne. Comme l'annonce le sous-titre (« Roman de la vie cérébrale »), il s'agit de suivre les pensées et les obsessions d’un jeune idéaliste, lecteur de Schopenhauer, qui se convainc lui-même que le monde extérieur n’a de consistance et de réalité que dans la mesure où il est appréhendé dans le cerveau. Comme l'écrit Gourmont, « L’idéalisme est cette philosophie qui, sans nier rigoureusement le monde extérieur, ne le considère que comme une matière presque amorphe, qui n’arrive à la forme et à la vraie vie que dans le cerveau ». Par conséquent, souligne Alexia Kalantzis, « la vie du personnage correspondant à sa pensée, le récit sera donc constitué principalement de monologues intérieurs ». Rapidement, Hubert ne donne plus l'impression de chercher l'amour d'une femme, mais de poursuivre désespérément un absolu, l'Idée. Son parcours prend alors la forme d'un échec aussi retentissant qu'annoncé.

## Influences
Le sous-titre de l'œuvre, « roman de la vie cérébrale » reprend l'expression « vie cérébrale » empruntée à Paul Bourget et que celui-ci emploie dans ses Essais de psychologie contemporaine.
Le personnage de Sixtine est inspiré par Berthe de Courrière, maîtresse et égérie de l'auteur[réf. nécessaire].

## Œuvre fin-de-siècle

### Roman expérimental: roman de la crise ou crise du roman
Sixtine est, à bien des égards, une œuvre « fin-de-siècle ». Tout d’abord, en effet, elle charrie avec elles les préoccupations philosophiques et esthétiques de la période et s’installe dans le genre romanesque pour mieux jouer avec ses codes. Ainsi, le parcours mental du jeune Hubert est un arc narratif qui permet à l’œuvre une permanente réflexivité : il s’agit, tout du long, d’expérimenter les possibilités formelles de l’œuvre tout autant que d’interroger les pouvoirs de la pensée. 
La technique narrative du monologue intérieur, qui en est encore à ses balbutiements et n'existe pas encore en tant que notion littéraire, est ainsi centrale dans ce dispositif qu’elle permet tout autant qu’elle défie. Très souvent en effet, le monologue contamine littéralement l’espace narratif et les dialogues entre personnages ne semblent plus qu’un prétexte pour verbaliser la pensée du protagoniste. Pire, il est souvent très difficile au lecteur de savoir à quel type de discours il fait face, tant les contours de l'expression verbale sont méticuleusement érodés par Gourmont. 
Enfin, le caractère expérimental de l'œuvre apparaît surtout par le phénomène de mise en abyme qui la traverse : Hubert, incapable d'interpréter les réactions de celle qu'il essaie de séduire, décide de se réfugier dans l'écriture d'une œuvre littéraire, L'Adorant, qui lui permet de se rendre comme maître et possesseur de leur relation par le biais de la sublimation que permet l'imagination (re)créatrice. Dès lors, nous lisons non seulement le récit-cadre, à savoir l'itinéraire d'Hubert-le-soupirant, mais aussi, par l'entrelacement des chapitres, celui de Guido, prisonnier amoureux d'une statue. Comme l'écrit très justement Alexia Kalantzis, « L'Adorant reflète principalement le roman de la vie cérébrale, il est lui-même un roman des pensées de Guido. La contamination du monologue sur le reste de la narration y est poussée à l'extrême, Guido étant un prisonnier amoureux d'une statue. Les dialogues sont un fantasme du personnage. Cette multiplication des niveaux narratifs est la manifestation la plus frappante de la crise du roman ».

### «Hypersubjectivisme», solitude orgueilleuse et crise de la volonté
Sylvie Thorel-Cailleteau évoque un « hypersubjectivisme » caractéristique de la littérature « fin-de-siècle ». Cet « hypersubjectivisme » appose sa marque sur Sixtine, comme sur toute l'œuvre gourmontienne.
Hubert d'Entragues est caractéristique du personnage masculin gourmontien, orgueilleux et individualiste, non par intérêt matériel mais par conviction esthétique et philosophique. Le personnage, malgré sa quête amoureuse, revendique le célibat et la forme d'érémitisme affectif qu'il suppose. 
L'échec amoureux d'Hubert d'Entragues est à mettre sur le compte de son tempérament, lequel est principalement marqué par une crise de la volonté. D'où cette question, judicieuse, de Julien Schuh : 

« Qu'est-ce qui empêche alors Entragues de conquérir Sixtine ? Plus que sa maladie de l'interprétation, c'est sa maladie de la volonté qui le mène à l'échec. Il ne cesse d'ailleurs de croiser d'autres malades, incarnations possibles de son futur : une névrosée qui ne peut s'empêcher de cogner du pied tous les pieds et les portes qu'elle croise, sur son chemin, "suppliante, mais sans volonté" (p. 106) ; un écrivain stérile, Oury, qui vit, halluciné, dans l'attente et qu'Entragues quitte rapidement de peur d'attraper son nonchaloir, ces "maladies de la volonté ét[ant] contagieuses" (p.192) ; Marguerin, "le théosophe, dont ses amis excusaient la folie licencieuse par une maladie du cervelet" (p.255), en qui il reconnaît un alter ego. »

## Réception
Jules Renard propose dans son Journal un regard amusé et particulièrement acerbe sur la production de Gourmont :

« 4 novembre. Sixtine, par R. de Gourmont ; un délayage bien fait. C'est plein de belles choses grises, de gens qui raisonnent et ne vivent pas. Les noms même sont distingués, prétentieux. Du Barrès, avec moins d'esprit. Et puis, aussi, des souvenirs de procédés latins qui l'obligent à faire toujours suivre un mot d'une épithète quelconque. Il donne une énorme importance au cogito de Descartes, et oublie que c'est une banalité ou simplement, peut-être, un jeu de mots. C'est d'un joli pathos. Je vous dis que nous revenons à Mlle de Scudéry. Un livre tout entier dominé par l'idée kantienne. C'est un livre superbe pour le cas qu'il fait de Villiers de L'Isle-Adam. »

Ensuite, à la date du 5 novembre : « ça finit, Sixtine, par la mort d'un parapluie. », et, un mois plus tard : « 1er décembre. On a la sensation, en lisant Sixtine, de tremper le bout de ses doigts dans du velours où il y aurait des épingles. Le velours, il s'étale. Les épingles, elles piquent. »